# Ottorino Respighi
Ottorino Respighi (Bolonya, 9 de juliol de 1879 - Roma, 18 d'abril de 1936) fou un compositor, musicòleg i violinista italià. Conegut fonamentalment pel conjunt de tres poemes simfònics conegut com la Trilogia Romana (Pini di Roma, Fontane di Roma i Feste Romane) i les suites d'Àries i Danses Antigues.

## Vida i obra
Respighi va nàixer a Bolonya, fill d'un professor de piano, el qual li va ensenyar piano i violí. Ottorino va continuar els estudis amb Federico Sarti al Liceo Musicale de Bolonya, i composició amb Giuseppe Martucci i Luigi Torchi. El 1900, Respighi va ser alumne de composició de Rimski-Kórsakov a Rússia durant cinc mesos, mentre treballava com a violinista de l'orquestra del Teatre Imperial de Sant Petersburg, durant la temporada d'òpera italiana. També va estudiar composició amb Max Bruch el 1902 a Berlín. Fins al 1908 la seva principal activitat va ser el lloc de primer violí del Quintet Mugellini. A partir d'aquest any decideix dedicar-se en exclusiva a la composició.
Va viure a Roma des de 1913 fins a la seva mort, després d'haver aconseguit una plaça de professor de composició al Conservatori de Santa Cecília de la capital italiana. Des de 1923 fins a 1926 va ser director del Conservatori, on va tenir alumnes amb els a més l'uní una gran relació cultural i una particular amistat.
Durant els últims anys de la seua vida Respighi va mantenir una relació difícil amb el Partit Feixista de Mussolini, encara que no va adoptar una posició crítica extremada (com per exemple en el cas d'Arturo Toscanini que va haver d'exiliar-se). Feste Romane, la tercera part de la trilogia romana, s'ha considerat una comanda del règim per glorificar Itàlia sota el Feixisme. No obstant això, igual que ocorre en les obres de circumstància de Xostakóvitx, la celebració sembla ambigua, sinó obertament satírica.
Respighi va ser també un musicòleg, enamorat de la música italiana dels segles XVI, XVII i XVIII. Va publicar edicions d'obres de Claudio Monteverdi i Antonio Vivaldi, i el Didone de Benedetto Marcello. A causa de la devoció a aquestes fonts antigues (amb les que també va treballar per a les seues pròpies obres), va començar a ser considerat un exponent típic de la música neoclàssica (tot i que neorenaixentista o neobarroca serien qualificatius més adients per a la seua obra). De fet, a diferència de la majoria de compositors neoclàssics, Respighi no va prendre l'"idioma" típic del període clàssic, més aviat va combinar les formes preclàssiques, com les suites de danses amb un idioma típic del romanticisme musical del Segle XIX.
La Suite núm. 1 d'Àries i Danses Antigues, de 1917 està basada en obres renaixentistes per a llaüt de Simone Molinaro, Vincenzo Galilei (pare de Galileo Galilei), i d'altres compositors anònims. La Suite núm. 2 d'Àries i Danses Antigues, de 1924 utilitza peces originàriament escrites per a llaüt, llaüt d'arc i viola de Fabrizio Caroso, Jean-Baptiste Besard, Bernardo Gianoncelli, altres compositors anònims i la cèlebre cançó Divine Amaryllis d'Antoine Boësset, a més d'una ària atribuïda a Marin Mersenne. La Suite núm. 3 d'Àries i Danses Antigues es diferencia de les precedents en el fet que està composta per a orquestra de corda. Utilitza peces per a llaüt de Besard, Santino Garsi da Parma i d'altres compositors anònims, a més una peça per a guitarra de Lodovico Roncalli.
Va morir a la seua vil·la romana anomenada "I Pini" (Els Pins). Un any després del seu sepeli, les seues restes van ser traslladades a Bolonya.
La seua esposa, Elsa Respighi (nascuda Olivieri-Sangiacomo) (1894-1996), va ser alumna seua. Era cantant (mezzosoprano) i compositora. Va arreglar les Àries i Danses Antigues de Respighi per al ballet i va completar la darrera òpera del seu espòs, Lucrezia, el 1937. Al llarg de la seua vida va defensar incansablement l'obra de Respighi. El 1955 va publicar unes memòries sobre les seues relacions amb importants figures de la cultura del segle xx. També va publicar una biografia d'Ottorino Respighi el 1962.
El 1969 va fundar el Fons Respighi per a la promoció de l'educació musical, amb seu a Venècia. També va ser capdavantera de la celebració del centenari Respighi el 1979, que va suposar la interpretació i gravació de moltes obres oblidades del compositor. Des de llavors s'han estrenat algunes de les obres compostes per Elsa (principalment obres vocals).

## Obres principals

### Òpera
- Rè Enzo (1905)
- Semirama (1910)
- La bella addormentata nel bosco (1922)
- Belfagor (1923)
- La campana sommersa (1927)
- Maria Egiziaca (1932)
- La fiamma (1934)
- Lucrezia (1 acte) (1937)

### Obres simfòniques
- Fontane di Roma (Fonts de Roma) Poema simfònic (1915-1916)
- Pini di Roma (Els Pins de Roma) Poema simfònic (1923-1924)
- Concert per a piano en el Mode Mixolidi (1925)
- Feste Romane (Festes de Roma) Poema simfònic (1928)
- Impressions Brasileres (1928)
- Gli Uccelli (1928)
- Tres suites d'Àries i Danses Antigues (1917, 1924, 1931)
- La Boutique Fantasque, ballet sobre temes de Rossini, comanda de Serguei Diàguilev, estrenat a Londres, el 5 de juny de 1919.
- Suite per a petita orquestra Gli Uccelli (Els Ocells)
- Belkis, regina di Sheba (Belkis, reina de Saba), ballet
- Vetrate di Chiesa (vidrieres d'església), suite simfònica

## Alumnes
- Gian Luca Tocchi (1901-1992),[1]
- Antonio Pedrotti,[2]
- Otmar Nussio,[3]
- Jan Meyerowitz,[4]
- Renzo Massarani,[5]
- Vito Carnevali,[6]
- Vincenzo Di Donato,[6]
- Samuel L. M. Barlow II,
- Fernando Germani[7]
- Anfiteatrov,
- Nicola Costarella,
- Lino Liviabella (1902-1964).[8]
- Normand Lockwood,[9]
- Franco Racuglia.[10]
- Giovanni Salviucci.[11]
- Francesco Ticciati.[12]